# Ndoc Suma
Ndoc Suma OFM (ur. 31 lipca 1887 we wsi Sumë k. Nenshatu, zm. 22 kwietnia 1958 w Pistullu) – albański duchowny katolicki, franciszkanin, więzień sumienia, błogosławiony Kościoła katolickiego.

## Życiorys
Syn Paloka Sumy. Ukończył Seminarium Papieskie w Szkodrze, a następnie wyjechał na studia teologiczne do Innsbrucku, gdzie uczył się w prowadzonym przez jezuitów Collegium Canisianum. 21 września 1911 został wyświęcony na księdza. Pracował jako proboszcz w parafiach Koman, Kçirë, Nënshat, Naraç, Laç, Pistull i w Plezhë. Aresztowany w Laçu 8 grudnia 1946, w czasie odprawiania Mszy Św. i osadzony w więzieniu w Szkodrze. Oskarżony o współpracę z obcym wywiadem stanął przed sądem wojskowym w Szkodrze, który skazał go na 30 lat więzienia i prace przymusowe. Zwolniony 25 listopada 1954 z uwagi na pogarszający się stan zdrowia i postępujący paraliż. Zmarł 22 kwietnia 1958 we wsi Pistull.
Suma znalazł się w gronie 38 Albańczyków, którzy 5 listopada 2016 w Szkodrze zostali ogłoszeni błogosławionymi. Beatyfikacja duchownych, którzy zginęli "in odium fidei" została zaaprobowana przez papieża Franciszka 26 kwietnia 2016.